# Tetjana Ostaschtschenko

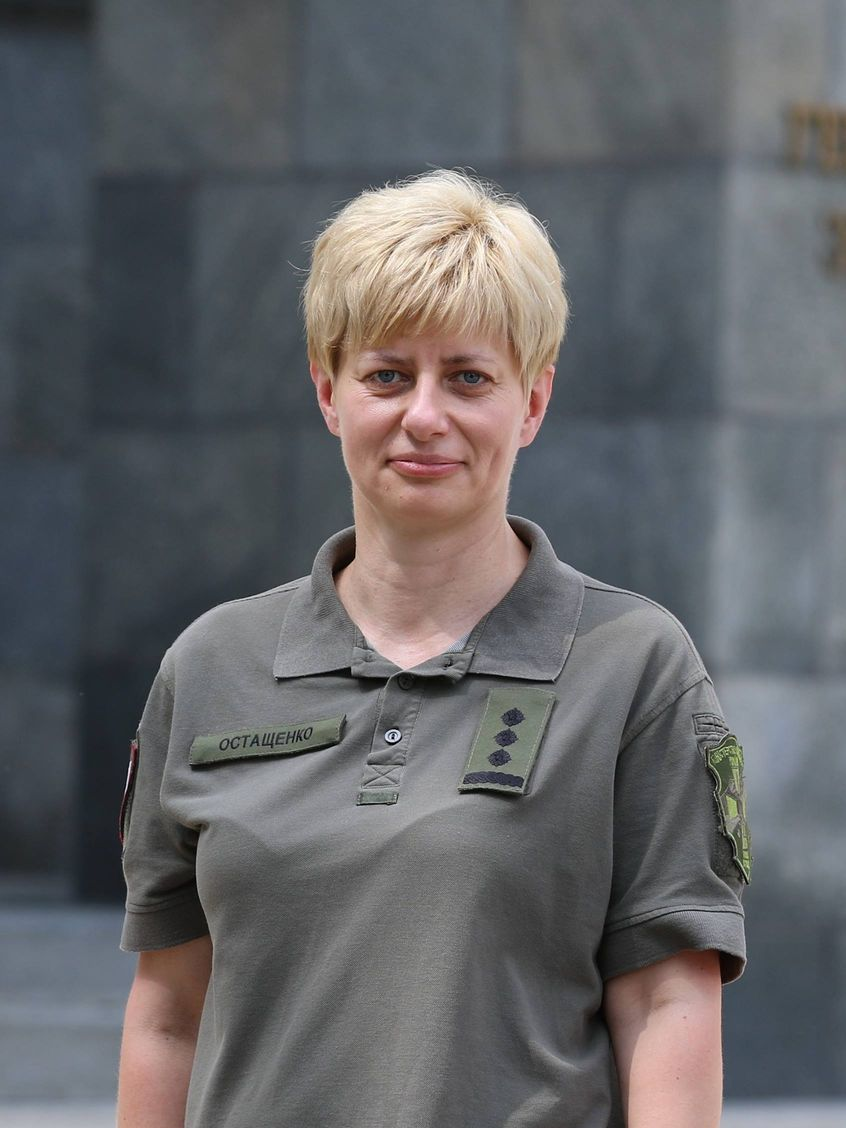
Tetjana Ostaschtschenko, 2021

Tetjana Mykolajiwna Ostaschtschenko (ukrainisch Тетяна Миколаївна Остащенко; * 4. August 1974 in Lwiw) ist eine ukrainische Sanitätsoffizierin im Dienstgrad Generalstabsarzt. Sie ist die erste Frau, die in der Ukraine Generalsrang erreichte.

## Leben
Tetjana Ostaschtschenko beendete 1996 die Fakultät für Pharmazie der Nationalen Medizinischen Danylo-Halyzkyj-Universität Lwiw und begann anschließend ein Studium an der Militärischen Medizinakademie (Українську військово-медичну академію) welches sie 1998 abschloss.
Anschließend bekleidete sie verschiedenen Positionen in den Ukrainischen Streitkräften;
- Chefapothekerin einer Militäreinheit
- Offizier der Militärmedizin des Operationskommandos West (ОК «Захід»),
- Leiterin der Medizinversorgung der zentralen militärmedizinischen Abteilung
- Leiterin der militärmedizinischen Abteilung beim Verteidigungsministerium
- Leiterin der medizinischen Logistikabteilung des Hauptmilitärabteilung
- Chefinspektorin des Hauptinspektorats des Verteidigungsministeriums

Im Juli 2021 wurde sie zur Generalärztin ernannt, und ist damit der erste weibliche General der Ukraine. Im Kriegsjahr 2022 wurde sie zur Generalstabsärztin befördert. Sie absolvierte u. a. militärische Ausbildungen an der Cranfield University.